# Periculum in mora
El periculum in mora, que en Latin significa "peligro de demora", en el derecho italiano y en otros sistemas de derecho civil, es una de las dos condiciones que deben cumplirse en las acciones destinadas a obtener una medida de seguridad o medida cautelar, siendo la otra condición el fumus boni iuris, que corresponde al concepto de derecho consuetudinario de un caso Prima facie. La carga de la prueba (Onus probandi) del peligro en la demora recae en la persona que solicita la medida cautelar o la orden, demostrando la existencia de ambos requisitos, la notificación pericŭlum y el riesgo de sufrir un daño grave e irreparable.
El término "daño grave" se refiere a la magnitud de los daños, calculada en relación con el valor de la propiedad en litigio: una lesión no será tan grave en sí misma, sino solo cuando se compare con el objeto de la controversia. El daño irreparable o Injuria es la posibilidad de un recurso en el futuro contra el cual la parte que solicita la medida cautelar cree que sufrirá. En la actualidad, sólo se apoya la orientación patrimonial, en la medida en que la posibilidad prevaleciente de obtener una indemnización por daños y perjuicios es, por sí sola, suficiente para evitar la existencia de un daño irreparable.
"Periculum in mora. Dépêchez-vous" ("Peligro en la demora. Date prisa.") es el "famoso y muy citado telegrama" que Albrecht von Roon envió a Otto von Bismarck el 18 de septiembre de 1862, para aconsejar a Bismarck que regresara de Francia a Berlín durante la crisis constitucional que terminó elevando a Bismarck al poder en el gobierno prusiano. 